# Căpâlnița
Căpâlnița (en hongrois : Kápolnásfalu) est une commune roumaine du județ de Harghita, située dans le Pays sicule en Transylvanie.

## Démographie
Selon le recensement effectué en 2002, Căpâlnița abrite 1 983 habitants dont une majorité de magyarophones (Sicules) (99,24 %).

## Histoire
La commune de Căpâlnița a servi de lieu de tournage pour le film California Dreamin'.

## Politique
| Période | Période  | Identité       | Étiquette | Qualité |
| ------- | -------- | -------------- | --------- | ------- |
| 2008    | En cours | László Benedek | PCM       |         |